# Auítzotl
Auítzotl eller Ahuítzotl, död 1502, var aztekernas tlatoani, härskare, och mellan 1486 och 1502. 
Han var son till Atotoztli II, Moctezuma I:s dotter, och bror till Axayacatl och Tízoc.
Han efterträdde sin bror Tízoc 1486. 
Under hans regeringstid fick aztekernas rike sitt största inflytande, från Gulfkusten till Stilla havet, från nuvarande Guatemala till centrala Mexiko. Hans namn på nahuatl betyder "vattenmonster" eller utter.[källa behövs]

## Galleri

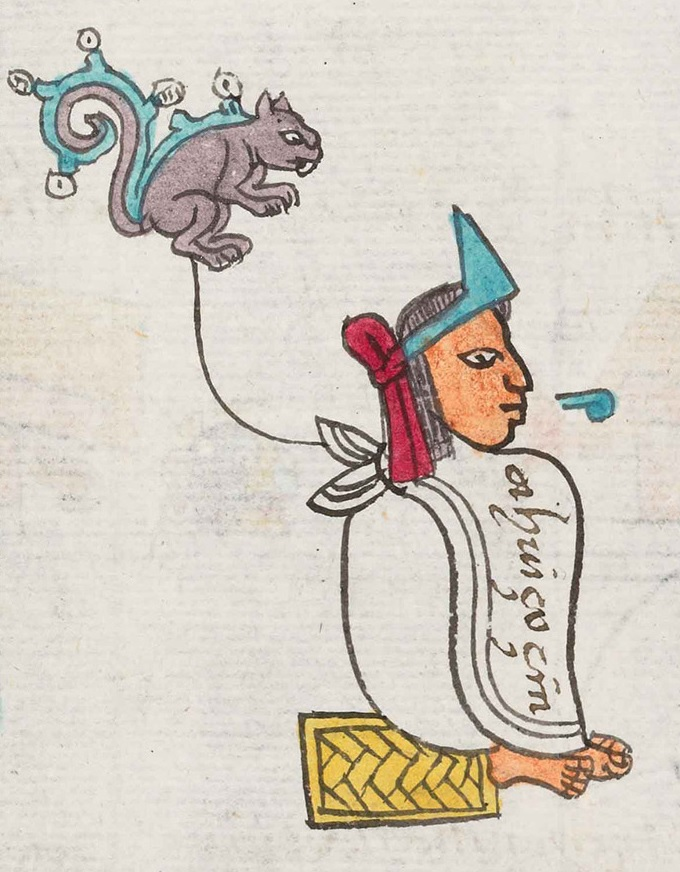
Bild av Ahuítzotl från Codice Mendocino